# Divisione Nazionale 1939-1940 (pallacanestro femminile)
Il campionato di Divisione Nazionale di pallacanestro femminile 1940 è stato l'undicesimo organizzato in Italia.
Le diciassette squadre che prendono parte al campionato sono divise in quattro gironi all'italiana da quattro (A, B e C) e cinque squadre (D).
Vince il suo primo titolo il Dopolavoro Ilva di Trieste: è il terzo conquistato da una squadra triestina, dopo otto titoli consecutivi vinti da squadre milanesi.

## Avvenimenti
Il campionato si sarebbe dovuto disputare dal 25 febbraio, ma la data sembrò dover slittare al momento della chiusura delle iscrizioni perché nessuna squadra si era presentata
Nel giro di due giorni, comunque, quindici squadre presentarono la richiesta di partecipazione al campionato: G.U.F. Firenze, A.S. Ambrosiana-Inter, G.U.F. Siena, Polisportiva Giordana di Genova, G.U.F. Catania, G.U.F. Ferrara, G.U.F. Milano, Dopolavoro Pubblico Impiego Trieste, G.U.F. Roma, G.U.F. Napoli, Dopolavoro Ursus Vigevano, Dopolavoro La Palmaria di Lavagna. Inoltre si presentarono anche una squadra milanese (la neonata Società Ginnastica Costanza), una squadra tra Reyer e G.U.F. Venezia e si paventò la presenza del Dopolavoro Spiga di Genova In seguito, si iscrisse anche la Società Sportiva Parioli di Roma.
Alla fine delle iscrizioni, il campionato iniziò il 17 marzo. La Divisione Nazionale era suddivisa in quattro gironi. A causa dei pre-littoriali,  a cui partecipavano la maggior parte delle migliori cestiste, il campionato fu sospeso dal 28 aprile al 12 maggio.

## Girone A

### Squadre partecipanti
- GUF Firenze - Palestra Barbicinti;
- GUF Napoli - Campo Littorio;
- GUF Palermo - Campo Villa Garibaldi.
- S.S. Parioli, Roma - Circo Massimo.

### Calendario
| andata (1ª) | andata (1ª) | 1ª giornata            | ritorno (4ª) | ritorno (4ª) |
|             |             |                        |              |              |
| 17 mar.     | 8-31        | Guf Palermo-Parioli    | 4-21         | 24 apr.      |
| 17 mar.     | 20-15       | Guf Firenze-Guf Napoli | 11-38        | 21 apr.      |

| andata (2ª) | andata (2ª) | 2ª giornata            | ritorno (5ª) | ritorno (5ª) |
|             |             |                        |              |              |
| 24 mar.     | 24-15       | Parioli-Guf Firenze    | 24-19        | 19 mag.      |
| 24 mar.     | 49-9        | Guf Napoli-Guf Palermo | 49-19        | 19 mag.      |

| andata (1ª) | andata (1ª) | 1ª giornata            | ritorno (4ª) | ritorno (4ª) |
|             |             |                        |              |              |
| 17 mar.     | 8-31        | Guf Palermo-Parioli    | 4-21         | 24 apr.      |
| 17 mar.     | 20-15       | Guf Firenze-Guf Napoli | 11-38        | 21 apr.      |

| andata (2ª) | andata (2ª) | 2ª giornata            | ritorno (5ª) | ritorno (5ª) |
|             |             |                        |              |              |
| 24 mar.     | 24-15       | Parioli-Guf Firenze    | 24-19        | 19 mag.      |
| 24 mar.     | 49-9        | Guf Napoli-Guf Palermo | 49-19        | 19 mag.      |

| \| andata (3ª) \| andata (3ª) \| 3ª giornata \| ritorno (6ª) \| ritorno (6ª) \| \| \| \| \| \| \| \| 31 mar. \| 21-15 \| Guf Firenze-Guf Palermo \| 18-10 \| 2 giu. \| \| 31 mar. \| 21-17 \| Guf Napoli-Parioli \| 17-21 \| 26 mag. \| |             |                         |              |              |
| andata (3ª) | andata (3ª) | 3ª giornata             | ritorno (6ª) | ritorno (6ª) |
| |             |                         |              |              |
| 31 mar. | 21-15       | Guf Firenze-Guf Palermo | 18-10        | 2 giu.       |
| 31 mar. | 21-17       | Guf Napoli-Parioli      | 17-21        | 26 mag.      |

| andata (3ª) | andata (3ª) | 3ª giornata             | ritorno (6ª) | ritorno (6ª) |
|             |             |                         |              |              |
| 31 mar.     | 21-15       | Guf Firenze-Guf Palermo | 18-10        | 2 giu.       |
| 31 mar.     | 21-17       | Guf Napoli-Parioli      | 17-21        | 26 mag.      |

### Risultati
|             | FIR   | NAP   | PAL   | PAR   |
| ----------- | ----- | ----- | ----- | ----- |
| Guf Firenze | ––––  | 20-15 | 21-15 | 19-24 |
| Guf Napoli  | 38-11 | ––––  | 49-9  | 21-17 |
| Guf Palermo | 10-18 | 19-49 | ––––  | 8-31  |
| Parioli     | 24-15 | 21-17 | 21-4  | ––––  |

### Classifica finale
|  | Pos. | Squadra        | Pt | G | V | P | PtF | PtS |
|  | ---- | -------------- | -- | - | - | - | --- | --- |
|  | 1.   | Parioli Roma   | 11 | 6 | 5 | 1 | 138 | 84  |
|  | 2.   | G.U.F. Napoli  | 10 | 6 | 4 | 2 | 189 | 97  |
|  | 3.   | G.U.F. Firenze | 9  | 6 | 3 | 3 | 104 | 126 |
|  | 4.   | G.U.F. Palermo | 6  | 6 | 0 | 6 | 65  | 189 |

Legenda:
      Qualificata per le finali.
      Retrocessa nella nuova Serie B.
Regolamento:
Due punti a vittoria, uno a sconfitta.

## Girone B
Squadre partecipanti:
- Pol. Giordana, Genova - Campo Corso Monte Grappa;
- G.U.F. Roma - Campo Ginnastica Roma e Campo Guardabassi;
- G.U.F. Siena - Campo Daus;
- Dop.R. Magnani, Bologna - Palestra S.Lucia.

Calendario
| Prima giornata |                  |              |
| 17 mar. 1940   |                  | 21 apr. 1940 |
| 33-17          | Guf Rm-Guf Si    | 2-0 rin      |
| 19-23          | Magnani-Giordana | 22-42        |

| Seconda giornata |                 |              |
| 24 mar. 1940     |                 | 19 mag. 1940 |
| 59-23            | Giordana-Guf Rm | 28-19        |
| 15-36            | Guf Si-Magnani  | 0-2 rin      |

| Terza giornata |                 |              |
| 31 mar. 1940   |                 | 26 mag. 1940 |
| 16-13          | Guf Rm-Magnani  | 15-41        |
| 65-11          | Giordana-Guf Si | 2-0 rin      |

Risultati
| Risultati       | MagBO | GioGE | GufRM | GufSI |
| --------------- | ----- | ----- | ----- | ----- |
| Magnani Bologna |       | 19-23 | 41-15 | 2-0   |
| Giordana Genova | 42-22 |       | 59-23 | 65-11 |
| G.U.F. Roma     | 16-13 | 19-28 |       | 33-17 |
| G.U.F. Siena    | 15-36 | 0-2   | 0-2   |       |

Classifica finale
|  |    | Serie A femminile girone B 1939-40 | Pt | G | V | P | PtF | PtS |
|  | -- | ---------------------------------- | -- | - | - | - | --- | --- |
|  | 1. | Giordana Genova                    | 12 | 6 | 6 | 0 | 219 | 94  |
|  | 2. | Magnani Bologna                    | 9  | 6 | 3 | 3 | 133 | 111 |
|  | 3. | G.U.F. Roma                        | 9  | 6 | 3 | 3 | 108 | 158 |
|  | 4. | G.U.F. Siena                       | 0  | 6 | 0 | 6 | 43  | 140 |

Verdetto:

La Giordana di Genova è qualificata per le finali

## Girone C
Squadre partecipanti:
- G.U.F. Ferrara - Campo Bignozzi;
- G.U.F. Milano - Campo Forza e Coraggio Via Gallura;
- G.U.F. Venezia - Palestra Misericordia;
- Dop.Az. Ilva, Trieste - Palestra N. Cobolli.

Calendario
| Prima giornata |                |              |
| 17 mar. 1940   |                | 21 apr. 1940 |
| 30-12          | Guf Mi-Guf Ve  | rinv         |
| 54-16          | Ilva Ts-Guf Fe | 38-7         |

| Seconda giornata |                |              |
| 24 mar. 1940     |                | 19 mag. 1940 |
| 14-28            | Guf Ve-Ilva Ts | 16-28        |
| 21-63            | Guf Fe-Guf Mi  | 0-2 rin      |

| Terza giornata |                |              |
| 31 mar. 1940   |                | 26 mag. 1940 |
| 18-35          | Guf Fe-Guf Ve  | 0-2 rin      |
| 35-23          | Ilva Ts-Guf Mi | 53-19        |

Risultati
| Risultati      | GufFE | GufMI | GufVE | Ilva  |
| -------------- | ----- | ----- | ----- | ----- |
| G.U.F. Ferrara |       | 21-63 | 18-35 | 7-38  |
| G.U.F. Milano  | 2-0   |       | 30-12 | 19-53 |
| G.U.F. Venezia | 2-0   | .-.   |       | 14-28 |
| Ilva Trieste   | 54-16 | 35-23 | 28-16 |       |

Classifica finale
|  |    | Serie A femminile girone C 1939-40 | Pt | G | V | P | PtF | PtS |
|  | -- | ---------------------------------- | -- | - | - | - | --- | --- |
|  | 1. | Ilva Trieste                       | 12 | 6 | 6 | 0 | 236 | 95  |
|  | 2. | G.U.F. Milano                      | 8  | 5 | 3 | 2 | 137 | 121 |
|  | 3. | G.U.F. Venezia                     | 7  | 5 | 2 | 3 | 79  | 104 |
|  | 4. | G.U.F. Ferrara                     | 6  | 6 | 0 | 6 | 62  | 194 |

Verdetto:

L'Ilva di Trieste è qualificata per le finali.

## Girone D
Squadre partecipanti:
- A.S. Ambrosiana Inter, Milano - Campo Forza e Coraggio Via Gallura;
- G.U.F. Bologna - Palestra S.Lucia;
- G.U.F. Modena - Campo Padiglione dell'Esposizione;
- Dop.Az. La Palmaria, Lavagna (GE) - Campo Podestà;
- Dop. Saiwa, Genova - Campo Comunale Guerrazzi.

Calendario
| Prima giornata |                   |              |
| 17 mar. 1940   |                   | 21 apr. 1940 |
| 8-58           | Guf Mo-Saiwa      | 0-2 rin      |
| 5-54           | Guf Bo-Ambrosiana | 11-55        |
|                | Riposa: Palmaria  |              |

| Quarta giornata |                     |             |
| 7 apr. 1940     |                     | 2 giu. 1940 |
| 11-22           | Saiwa-Ambrosiana    | 23-35       |
| 6-64            | Guf Mo-Palmaria     | 0-2 rin     |
|                 | Riposa: Guf Bologna |             |

| Seconda giornata |                     |              |
| 24 mar. 1940     |                     | 19 mag. 1940 |
| 27-8             | Saiwa-Guf Bo        | 2-0 rin      |
| 29-19            | Ambrosiana-Palmaria | 32-17        |
|                  | Riposa: Guf Modena  |              |

| Quinta giornata |                   |             |
| 14 apr. 1940    |                   | 9 giu. 1940 |
| 2-0 rin         | Ambrosiana-Guf Mo | 2-0 rin     |
| 42-9            | Palmaria-Guf Bo   | 2-0 rin     |
|                 | Riposa: Saiwa     |             |

| Terza giornata |                    |              |
| 31 mar. 1940   |                    | 26 mag. 1940 |
| 18-16          | Palmaria-Saiwa     | 13-17        |
| 15-11          | Guf Bo-Guf Mo      | 2-0 rin      |
|                | Riposa: Ambrosiana |              |

Risultati
| Risultati           | Ambro | GufBO | GufMO | La Pa | Saiwa |
| ------------------- | ----- | ----- | ----- | ----- | ----- |
| Ambrosiana Inter    |       | 55-11 | 2-0   | 29-19 | 35-23 |
| G.U.F. Bologna      | 5-54  |       | 15-11 | 0-2   | 0-2   |
| G.U.F. Modena       | 0-2   | 0-2   |       | 6-64  | 8-58  |
| La Palmaria Lavagna | 17-32 | 42-9  | 2-0   |       | 18-16 |
| Saiwa Genova        | 11-22 | 27-8  | 2-0   | 17-13 |       |

Classifica finale
|  |    | Serie A femminile girone D 1939-40 | Pt | G | V | P | PtF | PtS |
|  | -- | ---------------------------------- | -- | - | - | - | --- | --- |
|  | 1. | Ambrosiana Inter                   | 16 | 8 | 8 | 0 | 231 | 86  |
|  | 2. | La Palmaria Lavagna                | 12 | 8 | 5 | 3 | 177 | 109 |
|  | 3. | Saiwa Genova                       | 12 | 8 | 5 | 3 | 156 | 104 |
|  | 4. | G.U.F. Bologna                     | 10 | 8 | 2 | 6 | 50  | 193 |
|  | 5. | G.U.F. Modena                      | 8  | 8 | 0 | 8 | 25  | 147 |

Verdetto:

L'Ambrosiana Inter è qualificata per le finali.

## Finali
Le finali furono giocate tutte sul campo Grugno Torto a Roma.

Dopo aver compilato il calendario la Pol. Giordana di Genova si ritirò dalle finali:
Prima giornata
- 15 giugno ore 17,00: Ambrosiana Inter-Giordana n.d.
- 15 giugno ore 18,00: Parioli Roma-Ilva Trieste 14-24

Seconda giornata
- 16 giugno ore 17,00: Giordana Genova-Ilva Trieste n.d.
- 16 giugno ore 18,00: Ambrosiana Inter-Parioli Roma 34-14

Terza giornata
- 17 giugno ore 17,00: Parioli Roma-Giordana Genova n.d.
- 17 giugno ore 18,00: Ilva Trieste-Ambrosiana Inter 23-22

Il tabellino dell'ultima partita:

Ilva Trieste-Ambrosiana Inter 23-22 (10-8)

Ilva Trieste: Pia Puntar (5), Danira Masutti (2), Nova, Etta Ballaben (6), Alice Plet, Mafalda Alessandrini (2), Bianca Cuderi (8), Iolanda Vido.

Ambrosiana Inter: Bruna Bertolini (5), Nerina Bertolini (8), Maria Pia Re (4), Matilde Moraschi, Gianna Rusconi, Olga Mauri (2), Pierina Borsani, Adriana Mengaldo (3), Maria Mengaldo.

Arbitro: Mosconi.

Note: uscite per 4 falli Moraschi (prima della fine del primo tempo), Ballaben (a 2' dalla fine del secondo tempo) e Nerina Bertolini (a pochi secondi dalla fine della partita).

Sequenza canestri: 0-2 (N. Bertolini), 0-4 (Re), 2-4 (Cuderi), 4-4 (Cuderi), 4-6 (Re), 6-6 (Ballaben), 8-6 (Masutti), 10-6 (Ballaben), 10-8 (N. Bertolini), 11-8 (Puntar), 11-9 (N. Bertolini), 11-11 (B. Bertolini), 12-11 (Puntar), 12-13 (B. Bertolini), 14-13 (Ballaben), 14-15 (Mauri), 14-17 (N. Bertolini), 16-17 (Puntar), 18-17 (Alessandrini), 20-17 (Cuderi), 22-17 (Cuderi), 22-19 (A. Mengaldo), 22-20 (A. Mengaldo), 22-22 (N. Bertolini), 23-22 (Puntar).
Verdetti
- Campione d'Italia:  Dopolavoro Aziendale Ilva Trieste[7]
- Dopolavoro Aziendale Ilva di Trieste:
- Formazione: Mafalda Alessandrini, Etta Ballaben, Bianca Cuderi, Danira Masutti, Fernanda Nova, Pia Puntar, Alice Plet, Iolanda Vido, Silvana Rocco, Simich[8].
- Allenatore: Silvio Longhi.